# Zoisita
La zoisita és un mineral del grup dels silicats, subgrup dels sorosilicats i dins d'aquests és del tipus epidotes. Com la resta de les epidotes, és un mineral estructuralment complex que té tant tetraedres de silicat simples, SiO₄, com a tetraedres de silicat dobles, Si₂O₇. És el dimorf ortoròmbic d'un altre mineral amb la mateixa fórmula, la clinozoisita (monoclínic).

## Història

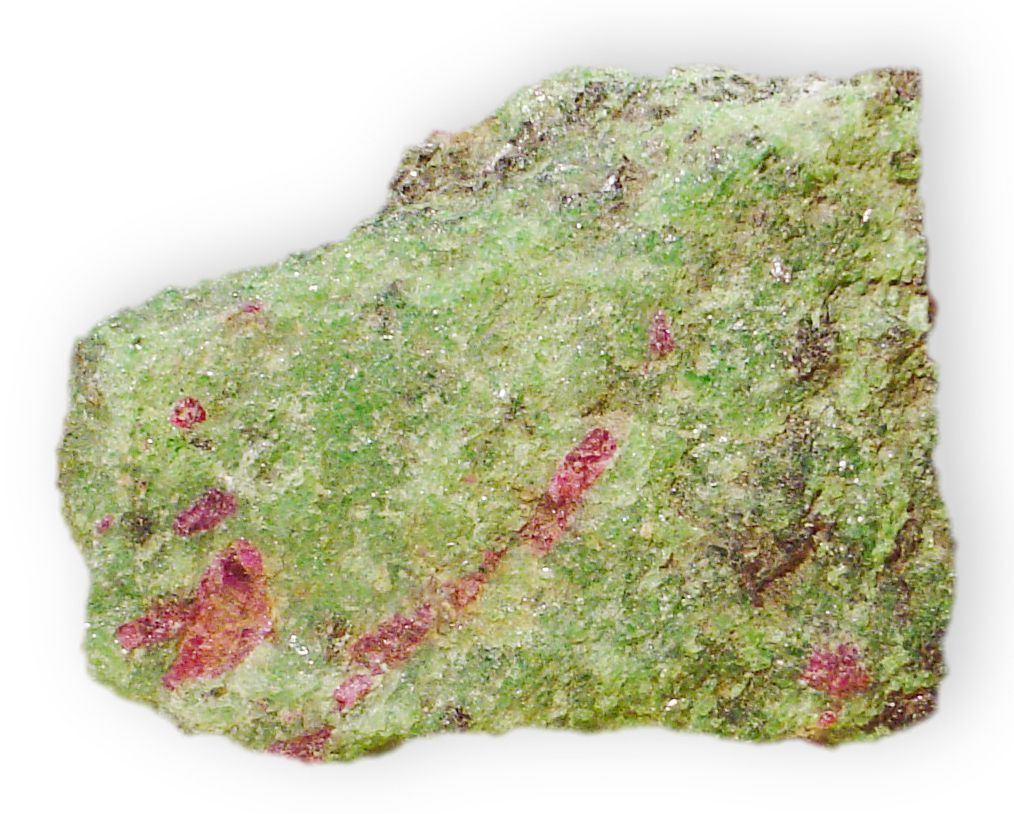
Anyolita amb robins

Nomenada l'any 1805 en honor de Siegmund Zois, baró von Edelstein, austríac erudit que va finançar expedicions de recol·lecció de minerals.
Sinònims molt poc usats d'aquest mineral són illuderita, orthozoisita, saualpita o unionita.
Fins a l'any 1967 no es va trobar la varietat blava a Tanzània, denominada per això tanzanita a pesar que no és un altre mineral diferent sinó una zoisita normal més pura, que tallada queda com una gemma transparent brillant i d'un bell color blau.
La varietat thulita és usada com a pedra preciosa, però no tallada, sinó que és lluentada en perles o caboixons.
La varietat anyolita és verda i gairebé sempre associada a robins de grau mitjà, sent molt popular com a pedra ornamental; en ella els robins vermells sovint es troben distorsionats i dispersos entre l'hàbit massiu d'aquesta zoisita verda. És una de les més acolorides d'entre les pedres ornamentals

## Ambient de formació
Apareix en roques de metamorfisme regional de grau mitjà, eclogites i roques metamòrfiques de facies d'esquists blaus.
Normalment apareix associada als següents minerals: calcita, biotita, hornblenda, quars, corindó, andradita i altres minerals metamòrfics, que són un criteri important per identificar la zoisita (ja que és molt variable és hàbit i color).

## Localització, extracció i ús
És coneguda des de fa uns dos segles com a pedra ornamental, si bé de distribució i ús molt limitats. La tanzanita pot ser tallada i usada com a pedra preciosa, mentre que altres varietats lluentades són semiprecioses.
S'ha localitzat en quantitats notables a Tanga (Tanzània), Ducktown (Tennessee, Estats Units), Suïssa, Índia i Àustria. Als territoris de parla catalana ha estat descrita a La Jonquera (Alt Empordà) i a diverses localitats de la Catalunya del Nord.